# Michele Casino
Michele Casino (Irsina, 24 settembre 1960) è un politico italiano.

## Biografia
Diplomato all'istituto tecnico commerciale, è imprenditore. Nel 2002 si candida alle elezioni comunali di Matera, risultando eletto nelle liste di Forza Italia. Ricoprirà l’incarico di Presidente della Commissione Bilancio del Comune di Matera da tale anno fino al 2006.
Nel 2007 si ricandida alle elezioni comunali nella coalizione di centro-destra, risultando il più votato nella lista di Forza Italia, divenendo così dapprima capogruppo in consiglio comunale, poi assessore comunale con deleghe all’igiene-ambiente-sanità nella giunta guidata da Emilio Nicola Buccico, fino al 2009.
Nel 2015 si ricandida alle elezioni comunali a sostegno della coalizione di centro-destra a sostegno del candidato sindaco Raffaello Giulio De Ruggieri e viene nuovamente eletto consigliere. Nel 2016 entra a far parte della giunta comunale di Matera come assessore ai lavori pubblici e al verde, incarico dal quale si autosospenderà in seguito alla sua candidatura con Forza Italia in occasione delle elezioni politiche del 2018. Il 4 marzo 2018, risulta eletto deputato della XVIII legislatura della Repubblica Italiana, nella circoscrizione Basilicata 01. Alla Camera è componente della VIII Commissione parlamentare permanente Ambiente-territorio-lavori pubblici. Termina il proprio mandato parlamentare nel 2022.
Alle elezioni regionali in Basilicata del 2024 con oltre 2.800 preferenze viene eletto consigliere nella vittoria di Vito Bardi.